# عصام اليماني
عصام اليماني ناشط سياسي فلسطيني وعضو في الجبهة الشعبية لتحرير فلسطين هاجر إلى كندا عام 1985، وأثارت قضيته جدلا واسعا في الأوساط الحقوقية بعد أن أصدرت الحكومة الكندية أمرًا بترحيله في 20 أبريل (نيسان) عام 2006.

## حياته
وُلد عصام اليماني في مخيم للاجئين الفلسطينيين في لبنان، وهو ابن أحمد حسين اليماني الذي اشتهر باسم أبو ماهر اليماني، وكان عضوًا بالمكتب السياسي للجبهة الشعبية لتحرير فلسطين وأحد أبرز قياداتها، ولقبه رئيس السلطة الوطنية الفلسطينية الراحل ياسر عرفات بضمير الثورة. انتقل عصام اليماني إلى المملكة الأردنية حيث عاش في مدينة عمان إلى أن حصل على تأشيرة الهجرة إلى كندا في 21 مارس (آذار) عام 1984، وهاجر إلى كندا بشكل قانوني، ثُم حصل على الإقامة الدائمة عند وصوله إلى كندا في 27 أبريل (نيسان) عام 1985. عاش عصام اليماني في مدينة تورنتو بكندا، وتخرج من جامعة يورك وعرف بكونه ناشطا في مجال السلام، وكان واحدا من مؤسسي مهرجان تورنتو للفيلم الفلسطيني في عام 2008، كما شغل منصب المدير التنفيذي لمؤسسة البيت الفلسطيني في كندا لمدة عشر سنوات.

## قضيته
تقدم عصام اليماني في 17 مايو (أيار) عام 1988 بطلب للحصول على الجنسية الكندية، وفي ذلك الوقت كان لا بد له من الحصول على شهادة أمنية من دائرة المخابرات الأمنية الكندية قبل منحه الجنسية الكندية وفقًا لقانون الهجرة الكندي. أظهر تقرير المخابرات الأمنية الكندية في عام 1992 أن عصام اليماني كان عضوًا في الجبهة الشعبية لتحرير فلسطين، ويشتبه في كونه تورط بالاشتراك في تفجير ارهابي نفذته الجبهة في دولة الامارات العربية المتحدة عام 1977، وبعد أن أرسل التقرير إلى لجنة مراجعة الاستخبارات الأمنية الكندية، جاءت الشهادة الأمنية لتطالب بترحيل عصام اليماني في عام 1993.
تقدم عصام اليماني بطلب للحصول على مراجعة قضائية لقضيته وهي ما حصل عليه بالفعل. وخلال المراجعة القضائية اتفق القاضي ماكاي مع حجة اليماني المستندة إلى الميثاق بأن جزءًا من التشريع المستخدم لاتهامه يتعارض مع حقه في حرية تكوين الجمعيات، وبناء على هذا الحكم رُفضت الشهادة الأمنية الأولى ضد عصام اليماني، ولكن في عام 1997، أصدرت لجنة مراجعة الاستخبارات الأمنية الكندية شهادة ثانية، والتي انتهت أيضًا بحكم القاضي بأن قضيتهم تجاهلت الأدلة الرئيسية نيابة عن المتهم. وفي عام 2000، أقضت المحكمة الفيدرالية الكندية ببراءة عصام اليماني وإسقاط الإجراءات الأمنية المتخذة ضده، ولكن سرعان ما بدأ وزير الهجرة الكندي في إجراء تحقيقات جديدة في ضوء التغييرات التي طرأت على التشريع الكندي في عام 1993. ونتيجة لتلك التحقيقات رُفضت محاولة عصام اليماني لدفع التهم الموجهة ضده في عام 2001، وبدأ تقديم طلب جديد لترحيله بعد فترة وجيزة، بموجب إجراءات الهجرة العادية بدلاً من شرط الشهادة الأمنية، وفي 20 أبريل (نيسان) عام 2006 صدر أمر بترحيل عصام اليماني، ولكنه لم يُنفذ حتى الآن.

## ردود الأفعال
عبرت العديد من المنظمات والجمعيات الحقوقية في كندا وفي مختلف دول العالم عن دعمها وتضامنها مع عصام اليماني، ورفضها للحكم المجحف بترحيله بناءًا على انتمائه السياسي السابق للجبهة الشعبية لتحرير فلسطين، وكان من بين هذه المنظمات منظمة المؤتمر الكندي الإسلامي، ومؤسسة البيت الفلسطيني في كندا إلى جانب العديد من الكنائس واتحادات الطلاب في كندا.